# Zalesie (gmina Płośnica)
Zalesie – wieś w Polsce położona w województwie warmińsko-mazurskim, w powiecie działdowskim, w gminie Płośnica.
Pierwsze informacje o Zalesiu pojawiły się ok. 1360 r. Jak wiadomo, granica Zakonu Krzyżackiego opierała się na rzece płynącej przez Przełęk. W czasach późniejszych właścicielem był wojewoda Działyński. Według
" Materiałów do ziemi płockiej " napisanych przez Michała Grzybowskiego ziemia w Zalesiu była nieżyzna i nieurodzajna. Panowała tu bieda. Autor podaje, że była to niegdyś wieś folwarcza. Istniał tu folwark pańszczyźniany. Informacje te pokrywają się ze stwierdzeniami najstarszych mieszkańców wsi, którzy pamiętają opowieści swych przodków o tym folwarku. Według ich wypowiedzi znajdował się on w obecnych posiadłościach p. Grzelki, który mieszka na skraju wsi, przy wylocie drogi do Jabłonowa. Jest to tzw. " błotko ". Bardzo ważny jest fakt, że ok. 1912 roku Zalesie niemal doszczętnie spłonęło. Wielu ludzi zostało pozbawionych dachów nad głową. Długo trwało jego odbudowanie. W 1930 roku Zalesianie pogłębiali staw. Bardzo chlubny jest dla wsi fakt, że jednym z ukrywających się przed okupantem był znany przyrodnik Tony Halik. W latach świetności miejscowość liczyła ponad 1000 mieszkańców.
W latach 1975–1998 miejscowość należała administracyjnie do województwa ciechanowskiego.